# 科托迪利宗
科托迪利宗（法語：Coteaux du Lizon，法語發音：[kɔto dy lizɔ̃]）是法国汝拉省的一个市镇，位于该省东南部，属于圣克洛德区。

## 历史
科托迪利宗成立于2017年1月1日，由圣吕皮桑（Saint-Lupicin）和屈蒂拉（Cuttura）两个市镇合并而成，其中圣吕皮桑为政府驻地。

## 地理
科托迪利宗（46°24'1"N, 5°47'33"E）面积15.49 平方千米，位于法国勃艮第-弗朗什-孔泰大區汝拉省，该省份为法国东部内陆省份，北起上索恩省，西北接科多尔省，西临索恩-卢瓦尔省，南至安省，东与杜省和瑞士接壤。
与科托迪利宗接壤的市镇（或旧市镇、城区）包括：莱谢尔、拉维约勒、穆瓦朗昂蒙塔涅、维拉尔代里亚、拉旺莱圣克洛德、阿维尼翁-莱圣克洛德、圣克洛德。
科托迪利宗的时区为UTC+01:00、UTC+02:00（夏令时）。

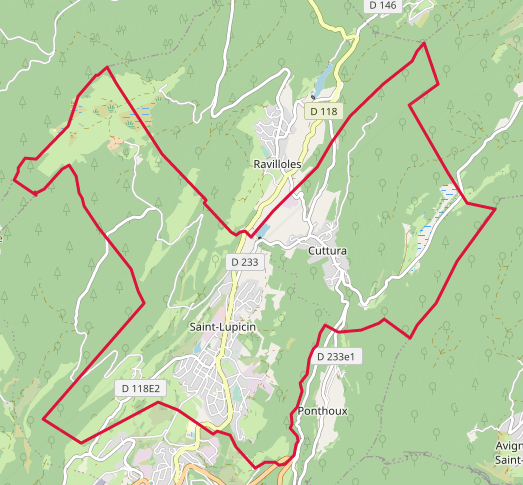
科托迪利宗的OSM定位图

## 行政
科托迪利宗的邮政编码为39170，INSEE市镇编码为39491。

## 政治
科托迪利宗所属的省级选区为科托迪利宗县。

## 人口
科托迪利宗于2022年1月1日时的人口数量为2146人。